# Episodi de L'ispettore Derrick (sedicesima stagione)
La sedicesima stagione della serie televisiva L'ispettore Derrick, composta da 12 episodi, è stata trasmessa in Germania nel 1989 sul canale ZDF.
| nº Prima TV Germania | nº Produzione | nº Stagione x nº Episodio | Titolo originale                   | Titolo italiano                 | Prima TV Germania | Prima TV Italia  | Anno Produzione |
| -------------------- | ------------- | ------------------------- | ---------------------------------- | ------------------------------- | ----------------- | ---------------- | --------------- |
| 171                  | 171           | 16x01                     | Wie kriegen wir Bodetzki?          | L'agente segreto Bodetzki       | 6 gennaio 1989    | 2 aprile 1990    | 1988            |
| 172                  | 172           | 16x02                     | Kisslers Mörder                    | Un circolo esclusivo            | 27 gennaio 1989   | 26 marzo 1990    | 1988            |
| 173                  | 173           | 16x03                     | Der zweite Mord                    | Sotto una cattiva stella        | 24 febbraio 1989  | 3 dicembre 1990  | 1988            |
| 174                  | 174           | 16x04                     | Blaue Rose                         | La rosa blu                     | 17 marzo 1989     | 21 gennaio 1991  | 1988            |
| 175                  | 175           | 16x05                     | Die Stimme des Mörders             | La voce dell'assassino          | 14 aprile 1989    | 26 novembre 1990 | 1988            |
| 176                  | 176           | 16x06                     | Rachefeldzug                       | Un mestiere pericoloso          | 5 maggio 1989     | 17 dicembre 1990 | 1989            |
| 177                  | 177           | 16x07                     | Schrei in der Nacht                | Un grido nella notte            | 2 giugno 1989     | 14 gennaio 1991  | 1989            |
| 178                  | 178           | 16x08                     | Die Kälte des Lebens               | Territorio proibito             | 30 giugno 1989    | 4 marzo 1991     | 1989            |
| 179                  | 179           | 16x09                     | Mozart und der Tod                 | Il languore della paura         | 29 settembre 1989 | 28 gennaio 1991  | 1989            |
| 180                  | 180           | 16x10                     | Ein kleiner Gauner                 | Un pesce piccolo piccolo        | 20 ottobre 1989   | 11 febbraio 1991 | 1989            |
| 181                  | 181           | 16x11                     | Diebachs Frau                      | La moglie di Diebach            | 17 novembre 1989  | 7 gennaio 1991   | 1989            |
| 182                  | 182           | 16x12                     | Ein merkwürdiger Tag auf dem Lande | Una strana giornata in campagna | 15 dicembre 1989  | 18 febbraio 1991 | 1989            |

## L'agente segreto Bodetski
- Titolo originale: Wie kriegen wir Bodetzki?
- Diretto da: Horst Tappert
- Scritto da: Herbert Reinecker
- Interpreti:[1] Horst Tappert - Stephan Derrick, Fritz Wepper - Harry Klein, Willy Schäfer - Willy Berger, Hans Putz - Jonas Veiden, Helmut Strauss - Bandeck, Volker Lechtenbrink - Tubeck, Hans Georg Panczak - Korte, Reinhild Solf - Roska May, Gert Haucke - Hans Bodetski, Claus Ringer - Dr. Heimhaus, Paul Hoffmann - Walter Loss, Wolfried Lier - Strobel

### Trama
Nel garage dell'aeroporto di Monaco, un medico di passaggio constata la morte di un giovane che due uomini volevano portare via. I due scappano immediatamente. Il morto era un giornalista di nome Harald Loss, che è stato ucciso con un metodo sofisticato, avvelenato con il cianuro, usando un antico sistema, iniettato nella spalla mediante un anello insolito, predisposto al scopo, che si porta al dito in modo normale e all'occorrenza viene girato verso il palmo, e azionando un congegno, esce un ago. Intanto viene contattato il padre di Harald, Walter Loss, il quale risiede in una casa di riposo. In precarie condizioni di salute, il padre muore d'infarto poco dopo la notizia. Derrick decide di incaricare Jonas Veiden, un collega in pensione per fingersi Walter Loss ed incontrare tre amici di Harald. Quindi Veiden, nei panni di Walter Loss, incontra i tre amici di Harald: Korte, Tubeck e Brandeck. I tre, che sono tutti fisici, raccontano che hanno conosciuto Harald in Arabia Saudita e che volevano rapire un certo Hans Bodetski, ma questi si è accorto della trappola ed ha ucciso Harald. Successivamente Veiden riferisce a Derrick che i tre stavano eseguendo lavori ad alta tecnologia in Arabia Saudita. Il proprietario dell'azienda, il padre di Tubeck, divenne amico di un ingegnere della Repubblica Democratica Tedesca, il quale decise di rifugiarsi all'ovest. Poi Tubeck padre si recò nella RDT per una conferenza e venne arrestato. Ai tre, che conoscevano già Bodetski come agente segreto della RDT, è venuta l'idea di sequestrarlo per scambiarlo con Tubeck.

## Un circolo esclusivo
- Titolo originale: Kisslers Mörder
- Diretto da: Wolfgang Becker
- Scritto da: Herbert Reinecker
- Interpreti:[2] Horst Tappert - Stephan Derrick, Fritz Wepper - Harry Klein, Willy Schäfer - Willy Berger, Evelyn Opela - Irene Bode Stubach, Maximilian Held - Ralf Stubach, Hans Caninenberg - Karl Bode, Peter Bongartz - Rudolf Kissler, Janna Marangosoff - Katja Lohnert, Christoph Mainusch - Heimeran, Robinson Reichel - Steiner, Uli Krohm - Kudau

### Trama
Ralf Tubach scopre che la madre Irene fa la squillo d'alto bordo in un circolo privato ed è l'amante di Rudolf Kissler. Ralf litiga con la madre perché vuole che smetta di frequentare Kissler. Una mattina, accompagnato da tre amici, Ralf si reca davanti al locale e incontra Kissler, e ne nasce una colluttazione tra l'uomo e i ragazzi. La sera stessa Kissler viene ucciso con un colpo di pistola nel parcheggio del locale. Irene sospetta che il figlio c'entri con l'omicidio. Intanto il padre di Irene, Karl Bode, vuole assumersi la responsabilità del delitto.

### Colonna sonora
- Pink Floyd, Careful with That Axe, Eugene
- Prince, Lovesexy
- Ofra Haza, Im Nin'alu
- Mory Kanté, Yé ké yé ké

## Sotto una cattiva stella
- Titolo originale: Der zweite Mord
- Diretto da: Zbyněk Brynych
- Scritto da: Herbert Reinecker
- Interpreti:[3] Horst Tappert - Stephan Derrick, Fritz Wepper - Harry Klein, Willy Schäfer - Willy Berger, Esther Hausmann - Ursula Kieler, Philipp Moog - Bruno Hauser, Stefan Wigger - Herr Hauser, Ursula Dirichs - signora Hauser, Frank Hessenland - Ralf Hauser, Claude-Oliver Rudolph - Hans Seelmann, Jutta Kammann - signora Ismay, Ulli Kinalzik - Hans Landrut, Hannes Kaetner, Andreas Borcherding

### Trama
Ursula Kieler è stata appena rilasciata da un carcere minorile e sta facendo l'autostop nei pressi di Monaco di Baviera. Viene fatta salire da un uomo che la porta anche in città. Quella notte l'uomo viene ucciso e Ursula assiste all'omicidio. Quindi Ursula diventa un testimone chiave. Nel frattempo l'assassino, Ralf Hauser, rampollo di buona famiglia, torna a casa e ammette ai genitori e al fratello Bruno di aver ucciso un uomo. Quindi gli Hauser allontanano da casa Ralf per non essere scoperto. Bruno si offre per corteggiare Ursula.

## La rosa blu
- Titolo originale: Blaue Rose
- Diretto da: Zbyněk Brynych
- Scritto da: Herbert Reinecker
- Interpreti:[4] Horst Tappert - Stephan Derrick, Fritz Wepper - Harry Klein, Willy Schäfer - Willy Berger, Sissy Höfferer - Rubina, Jochen Horst - Jürgen Hässler, Brigitte Mira - signora Hässler, Sabi Dorn - Oswald, Karl Renar - padre di Rubina, Holger Petzold - Kossler, Werner Kreindl - Arthur, Dieter Eppler - padre di Adrian, Wolfgang Haussmann - Adrian

### Trama
Uno spacciatore riesce a sfuggire all'inseguimento della squadra narcotici e s'intrufola nell'appartamento dell'anziana signora Hässler. La donna grida aiuto, ma vien colpita alle spalle da un coltello da cucina. Poco prima di morire riesce però a telefonare al nipote Jürgen per dirgli che il suo aggressore aveva una rosa blu tatuata sul polso. Jürgen comincia le indagini per conto suo, nonostante i continui avvertimenti di Derrick.

## La voce dell'assassino
- Titolo originale: Die Stimme des Mörders
- Diretto da: Theodor Grädler
- Scritto da: Herbert Reinecker
- Interpreti:[5] Horst Tappert - Stephan Derrick, Fritz Wepper - Harry Klein, Willy Schäfer - Willy Berger, Lena Stolze - Tilde Riemann, Lotte Ledl - Gudrun Riemann, Ernst Hannawald - Oswald, Uwe Friedrichsen - Erich Kügler, Hans Peter Hallwachs - Arthur Ruge, Henry van Lyck - Rügenau, René Heinersdorff - Rügenau Junior, Werner Asam, Gert Burkard

### Trama
Dopo il colpo in una banca, un rapinatore incappucciato tenta la via di fuga con la propria auto, ma viene fermato dopo un incidente stradale. Il rapinatore entra in un'auto, dove a bordo ci sono Gudrun e Tilde Riemann, madre e figlia. Durante il sequestro la voce del rapinatore è riconosciuta dalla madre, che viene poi uccisa, mentre la figlia viene gravemente ferita.

## Un mestiere pericoloso
- Titolo originale: Rachefeldzug
- Diretto da: Theodor Grädler
- Scritto da: Herbert Reinecker
- Interpreti:[6] Horst Tappert - Stephan Derrick, Fritz Wepper - Harry Klein, Willy Schäfer - Willy Berger, Günther Ungeheuer - Arnold Renzi, Christine Wodetzky - signora Renzi, Ing Birkmann - madre di Arnold Renzi, Barbara Rothenbacher - Cornelia Renzi, Marion Kracht - Katharina, Karin Anselm - Henriette Simon, Dieter eppler - direttore di Polizia

### Trama
Edward Renzi, figlio di un ricco uomo d'affari, si è impiccato in carcere. Era stato imprigionato per spaccio di droga. Il padre Arnold incolpa Derrick per aver spinto Edward al suicidio. Così Derrick viene fatto oggetto di continui attentati da parte dei sicari di Arnold Renzi.

## Un grido nella notte
- Titolo originale: Schrei in der Nacht
- Diretto da: Günter Gräwert
- Scritto da: Herbert Reinecker
- Interpreti:[7] Horst Tappert - Stephan Derrick, Fritz Wepper - Harry Klein, Willy Schäfer - Willy Berger, Christine Buchegger - Dottoressa Kolbe, Horst Günter Marx - Walter Hessler, Svenja Pages - Sylvia Mohn, Udo Vioff - Paul Vickert, Klaus Herm - Wossnitz, Reinhard Glemnitz - Dottor Schwede, Jürgen Schmidt - Arno Bracht, Roswitha Schreiner - Mimi Weiser

### Trama
In una fredda serata una coppia di mezza età sta passeggiando, si sente un urlo di una donna proveniente dall'Englischer Garten. L'uomo chiama immediatamente la polizia da una cabina telefonica. La vittima è Manuela Schröder, una prostituta. Per terra viene trovato un cappello da uomo. Le tracce, seguite dal cane poliziotto Sigfrido, portano a una palazzina nei dintorni dove risiedono il custode Wossnitz, Arno Bracht, un commerciante separato dalla moglie, Paul Vickert, uno scrittore di gialli dipendente dall'alcool, la Dottoressa Kolbe, il suo coinquilino Walter Hessler, e uno studente universitario.

### Colonna sonora
- Annunzio Paolo Mantovani & Orchestra, Charmaine
- Lory Bianco, A Cry In The Night

## Territorio proibito
- Titolo originale: Die Kälte des Lebens
- Diretto da: Helmuth Ashley
- Scritto da: Herbert Reinecker
- Interpreti:[8] Horst Tappert - Stephan Derrick, Fritz Wepper - Harry Klein, Willy Schäfer - Willy Berger, Tushka Bergen - Libeta Hinz, Ursela Monn - Rosa Kinke, Claude-Oliver Rudolph - Arthur Rossner, Lotte Ledl - signora Leberecht, Winfried Glatzeder - Bareck, Hartmut Kollakowsky - Kluge, Emilio De Maarchi - Hoss, Miroslav Nemec - barista

### Trama
Libeta Hinz, una giovane prostituta di ventidue anni che frequenta la zona dei Mercati Generali, trova il cadavere di Arthur Rossner, il suo protettore, nel bagno degli uomini del night-club L'Orion. Dopo la testimonianza fornita a Derrick, Libeta inizia ad innamorarsi dell'ispettore.

## Il languore della paura
- Titolo originale: Mozart und der Tod
- Diretto da: Zbyněk Brynych
- Scritto da: Herbert Reinecker
- Interpreti:[9] Horst Tappert - Stephan Derrick, Fritz Wepper - Harry Klein, Willy Schäfer - Willy Berger, Heike Faber - Marion Scholz, Monika Baumgartner - Wanda, Christoph Eichhorn - Justus Roth, Jürgen Schornagel - Gröner, Hans Zander - Luders, Volker Bogdan - Modeck, Hermann Lause - Eckler

### Trama
Marion Scholz, violinista diciassettenne, e Justus Roth, maestro di musica, vengono brutalmente violentati e minacciati da tre uomini. Eckler, un informatore della polizia, da l'imbeccata giusta a Derrick. I tre vengono arrestati, ma Justus e Marion, per timore di ritorsioni, fingono di non riconoscerli al confronto. Eckler viene poi accoltellato nel suo appartamento.

## Un pesce piccolo piccolo
- Titolo oriWerner Schnitzer - reverendo Bohl, ginale: in kleiner Gauner
- Diretto da: Helmuth Ashley
- Scritto da: Herbert Reinecker
- Interpreti:[10] Horst Tappert - Stephan Derrick, Fritz Wepper - Harry Klein, Willy Schäfer - Willy Berger, Oliver Rohrbeck - Alfred "Alì" Kochem, Christiane Krüger - Marion Siebach, Kurt Sowinetz - Düsberg, Jürgen Schmidt - Kruns, Hnas quest - Professor Siebach, Alexander Kerst - signor Friess, Ricchi Hohlt - signora Friess, Hans-Maria Darnov - Soest, Gert Burkard, Angela Hillebrecht

### Trama
Alfred "Alì" Kochem, un modesto scippatore che vive in un'area da campeggio, si intrufola in una lussuosa villa per svaligiarla. All'improvviso arriva qualcuno ed Alì si nasconde. Tre uomini si riuniscono in salotto per organizzare l'omicidio del Professor Siebach, un fisico di Francoforte. Dopo essere riuscito a scappare dalla villa senza essere notato, Alì cerca di mettersi in contatto con Siebach per avvertirlo. Viene però preceduto dal sicario, così diventa un testimone chiave.

## La moglie di Diebach
- Titolo originale: Diebachs Frau
- Diretto da: Alfred Weidenmann
- Scritto da: Herbert Reinecker
- Interpreti:[11] Horst Tappert - Stephan Derrick, Fritz Wepper - Harry Klein, Willy Schäfer - Willy Berger, Irene Clarin - Maria Diebach, Gerd Anthoff - Karl Diebach, Stefan Reck - Hermann Bohl, Hanns Zischler - Haffner, Melanie Stadler - Lisbeth

### Trama
In piena notte Karl Diebach suona alla porta del reverendo Bohl per dirgli che sua moglie Maria lo tradisce per Haffner, un collega di lavoro di lei. Diebach chiede aiuto al reverendo per far tornare a casa Maria. Quindi Diebach, il reverendo Bohl e Hermann Bohl vanno da Haffner per convincerlo a non insidiare più Maria. La sera successiva Haffner viene ucciso. Dopo la morte di Haffner Maria torna dal marito Karl. I due hanno una figlia piccola, Lisbeth. La coppia sembra tornare unita, però Maria comunica a Karl che ha solo pochi mesi di vita.

### Colonna sonora
- Frank Duval, Visions Of Paradise, Touch My Soul

## Una strana giornata in campagna
- Titolo originale: Ein merkwürdiger Tag auf dem Lande
- Diretto da: Wolfgang Becker
- Scritto da: Herbert Reinecker
- Interpreti:[12] Horst Tappert - Stephan Derrick, Fritz Wepper - Harry Klein, Svenja Pages - Michaela Huber, Wolfgang Fierek - Jobst Huber, Michael Fitz - Arno Huber, Toni Berger - Kossmann, Karl Renar - Kissner, Martin Semmelrogge - Arthur Kissner, Gerd Baltus - Erich Kleemann, Willy Schultes - Gustav Schwabe, Rudolf Liebert - Jakob Engler, Erich Ludwig - Alfons Voss, Jürgen Scheller - Vertreter, Robert Jarczyk - bancario, Karl von der Trenck - bancario

### Trama
Grazie all'appoggio del fratello Arno, Jobst Huber riesce a rapinare centotrentamila marchi a una banca, poi a fuggire in motocicletta e a far perdere le proprie tracce. Si ferma in un villaggio di campagna, prima per chiamare la moglie Michaela e il fratello Arno, poi per bere una birra. Nel frattempo si sta diffondendo la notizia della rapina in banca. Gli altri avventori sospettano di averlo di fronte, così lo chiamano a bere in compagnia. Jobst non si fa più sentire, così la moglie Michaela sospetta che sia stato ucciso.

### Colonna sonora
- Pink Floyd, The Wall